# Sulzberger-Becken
Koordinaten: 77° 0′ S, 152° 30′ W
Das Sulzberger-Becken ist ein Seebecken im Rossmeer vor der Saunders-Küste des westantarktischen Marie-Byrd-Lands. 
Benannt ist es seit 1988 in Anlehnung an die Benennung der benachbarten Sulzberger Bay. Deren Namensgeber ist der US-amerikanische Zeitungsherausgeber Arthur Hays Sulzberger (1891–1968), der die beiden ersten Expeditionen des US-amerikanischen Polarforscher Richard Evelyn Byrd finanziell unterstützt hatte.